# 포드베스키지에 비엘스코비아와
포드베스키지에 비엘스코비아와(폴란드어: Podbeskidzie Bielsko-Biała)는 폴란드 비엘스코비아와를 연고로 하는 축구 클럽이다. 2012-13 시즌에서 엑스트라클라사에 참가하고 있다.

## 선수단

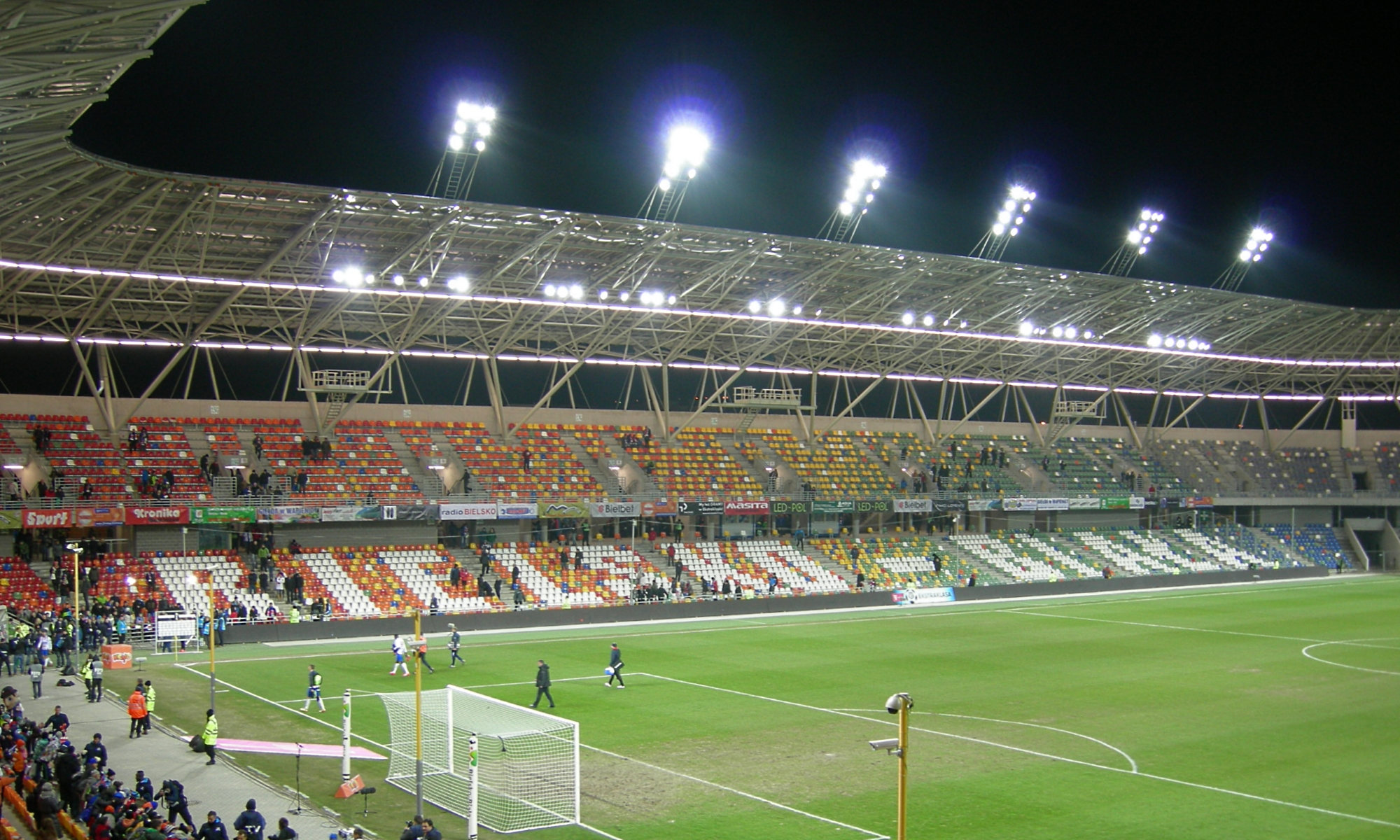
스타디온 미에이스키 (비엘스코비아와)

### 현재 소속 선수
2025년 2월 27일 기준
- 포드베스키지에 비엘스코비아와

참고: FIFA 자격 규정에 따라 소속된 국가대표팀 국기를 표시합니다. 선수는 복수의 FIFA 비회원국 국적을 가지고 있을 수 있습니다.
| 번호 | 포지션 | 국적 | 이름 |
| ---- | ------ | ---- | ---- |

| 번호 | 포지션 | 국적 | 이름 |
| ---- | ------ | ---- | ---- |